# كأس أيرلندا
كأس التحدي الأيرلندي لكرة القدم (بالإنجليزية: Irish Football Association Challenge Cup)‏، يشار إليها عادة باسم كأس أيرلندا. هي مسابقة كأس خروج المغلوب الرئيسية في أيرلندا الشمالية. تم تأسيسها في عام 1881، وهي رابع أقدم مسابقة وطنية للكأس في العالم. قبل الانفصال عن الاتحاد الأيرلندي لكرة القدم من قبل أندية ما ستُصبح الدولة الأيرلندية الحرة في عام 1921، كانت الكأس الأيرلندية مسابقة الكأس الوطنية لأيرلندا بأكملها.

## وصلات خارجية
- نهائيات كأس أيرلندا الشمالية – مؤسسة إحصاءات وثيقة لرياضة كرة القدم